# Benzoesäurebenzylester
Benzoesäurebenzylester ist eine chemische Verbindung aus der Gruppe der Ester der Benzoesäure.

## Vorkommen

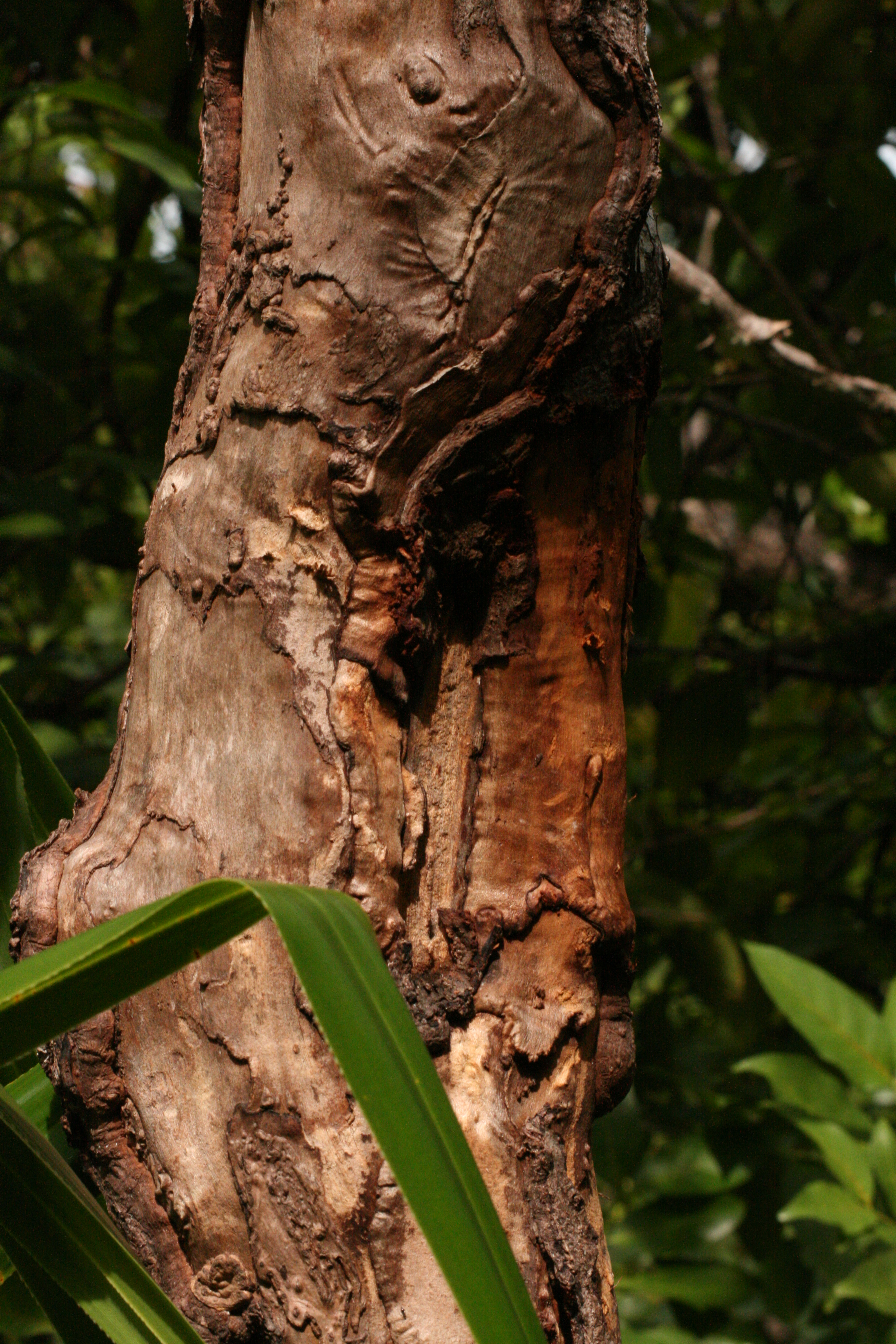
Borke des Zimtbaums (Cinnamomum verum)

Benzoesäurebenzylester kommt natürlich in einigen Pflanzen (z. B. dem Perubalsam, Tolubalsam und der Rinde des Zimtbaumes) vor.

## Gewinnung und Darstellung
Benzoesäurebenzylester kann durch eine Kondensationsreaktion von Benzoesäure und Benzylalkohol gewonnen werden. Es kann auch durch eine Claisen-Tiščenko-Reaktion aus Benzaldehyd dargestellt werden.

## Eigenschaften
Benzoesäurebenzylester wird im Körper rasch zu Benzoesäure und Benzylalkohol hydrolysiert. Es besitzt eine Viskosität von 10,9 mPa·s bei 25 °C. Der Flammpunkt liegt bei 148 °C, die Zündtemperatur bei 480 °C.

## Verwendung
Benzoesäurebenzylester wird als Synthesechemikalie verwendet. Es wird auch in der Medizin gegen Milben (z. B. bei Krätze), in der Parfum-, Kosmetik- und Lebensmittelindustrie zum Desinfizieren und Konservieren eingesetzt. In der Parfümerie dient es als Lösungsmittel und Fixateur für Riechstoffe, in der Fototechnik als Campher-Ersatz in Celluloid und in der Chemie als Lösungsmittel (z. B. für Cellulosederivate). In der Lebensmittelindustrie dient es als Hilfsstoff und Zusatz zu Kaugummiaromen.

## Sicherheitshinweise
Benzylbenzoat hat lokale Reizwirkung auf Haut und Schleimhäute.